# Élections législatives de 1981 dans les Landes
Les élections législatives françaises de 1981 dans les Landes se déroulent les 14 et 21 juin 1981.

## Élus
| Circonscription | Député sortant                                   | Parti | Parti | Député élu ou réélu  | Parti | Parti |
| --------------- | ------------------------------------------------ | ----- | ----- | -------------------- | ----- | ----- |
| 1re             | Roger Duroure                                    |       | PS    | Roger Duroure        |       | PS    |
| 2e              | Jean-Pierre Pénicaut suppléant de Henri Lavielle |       | PS    | Jean-Pierre Pénicaut |       | PS    |
| 3e              | Henri Emmanuelli                                 |       | PS    | Henri Emmanuelli     |       | PS    |

## Positionnement des partis
Le Parti socialiste et le Parti communiste français, sous l'appellation « majorité d'union de la gauche », se présentent dans les trois circonscriptions landaises. Les socialistes investissent les députés sortants Roger Duroure, conseiller général de Mimizan, Jean-Pierre Pénicaut, maire de Saint-Paul-lès-Dax et Henri Emmanuelli, secrétaire d'État chargé des DOM-TOM du gouvernement Mauroy, tandis que les communistes soutiennent l'ancien député Jean Lespiau, André Maye, maire de Tarnos et conseiller général de Saint-Martin-de-Seignanx, et André Curculosse.
Il en est de même pour l'Union pour la nouvelle majorité (UNM), alliance électorale regroupant les partis de la majorité sortante de droite, qui soutient des candidats dans l'ensemble des circonscriptions : André Mirtin, maire et conseiller général de Parentis-en-Born, et Alain Sallefranque pour le RPR, Jean-Marie Commenay, premier édile de Saint-Sever, pour l'UDF.
Enfin, on compte un candidat écologiste, Éric Delmas-Marsal, dans la circonscription de Dax (2e) et un de Lutte ouvrière, Guy Lafon, dans celle d'Aire-sur-l'Adour - Saint-Sever (3e).

## Résultats

### Résultats à l'échelle du département
| Parti                 | Parti                              | Premier tour | Premier tour | Second tour | Second tour | Sièges |
| Parti                 | Parti                              | Voix         | %            | Voix        | %           | Sièges |
| --------------------- | ---------------------------------- | ------------ | ------------ | ----------- | ----------- | ------ |
|                       | Parti socialiste                   | 83 152       | 50,38        | 41 633      | 63,23       | 3      |
|                       | Parti communiste français          | 19 424       | 11,77        |             |             | 0      |
|                       | Majorité présidentielle            | 102 576      | 62,15        | 41 633      | 63,23       | 3      |
|                       |                                    |              |              |             |             |        |
|                       | Rassemblement pour la République   | 42 823       | 25,95        | 24 211      | 36,77       | 0      |
|                       | Union pour la démocratie française | 17 504       | 10,61        |             |             | 0      |
|                       | Union pour la nouvelle majorité    | 60 327       | 36,55        | 24 211      | 36,77       | 0      |
|                       |                                    |              |              |             |             |        |
|                       | Divers écologiste                  | 1 723        | 1,04         |             |             | 0      |
|                       | Lutte ouvrière                     | 417          | 0,25         | 0           |             |        |
|                       |                                    |              |              |             |             |        |
| Inscrits              | Inscrits                           | 219 717      | 100,00       | 85 621      | 100,00      | 3      |
| Abstentions           | Abstentions                        | 52 215       | 23,76        | 18 675      | 21,81       |        |
| Votants               | Votants                            | 167 502      | 76,24        | 66 946      | 78,19       |        |
| Blancs et nuls        | Blancs et nuls                     | 2 459        | 1,47         | 1 102       | 1,65        |        |
| Exprimés              | Exprimés                           | 165 043      | 98,53        | 65 844      | 98,35       |        |
| Source : data.gouv.fr |                                    |              |              |             |             |        |

### Résultats par circonscription

#### Première circonscription (Mont-de-Marsan)
|                                                          | Roger Duroure sortant réélu | PS             | 26 990 | 51,31  |  |  |  |
|                                                          | André Mirtin                | RPR (UNM)      | 20 197 | 38,39  |  |  |  |
|                                                          | Jean Lespiau                | PCF            | 5 419  | 10,30  |  |  |  |
|                                                          |                             |                |        |        |  |  |  |
| Inscrits                                                 | Inscrits                    | Inscrits       | 72 570 | 100,00 |  |  |  |
| Abstentions                                              | Abstentions                 | Abstentions    | 19 039 | 26,24  |  |  |  |
| Votants                                                  | Votants                     | Votants        | 53 531 | 73,76  |  |  |  |
| Blancs et nuls                                           | Blancs et nuls              | Blancs et nuls | 925    | 1,73   |  |  |  |
| Exprimés                                                 | Exprimés                    | Exprimés       | 52 606 | 98,27  |  |  |  |
| Source : Data.gouv.fr et Sud-Ouest du 16 juin 1981, p. 7 |                             |                |        |        |  |  |  |

#### Deuxième circonscription (Dax)
| Candidat                                                 | Candidat                           | Parti          | Premier tour | Premier tour | Second tour | Second tour |  |
| Candidat                                                 | Candidat                           | Parti          | Voix         | %            | Voix        | %           |  |
| -------------------------------------------------------- | ---------------------------------- | -------------- | ------------ | ------------ | ----------- | ----------- |  |
|                                                          | Jean-Pierre Pénicaut sortant réélu | PS             | 30 670       | 47,69        | 41 633      | 63,23       |  |
|                                                          | Alain Sallefranque                 | RPR (UNM)      | 22 626       | 35,18        | 24 211      | 36,77       |  |
|                                                          | André Maye                         | PCF            | 9 291        | 14,45        |             |             |  |
|                                                          | Éric Delmas-Marsal                 | MÉP            | 1 723        | 2,68         |             |             |  |
|                                                          |                                    |                |              |              |             |             |  |
| Inscrits                                                 | Inscrits                           | Inscrits       | 85 635       | 100,00       | 85 621      | 100,00      |  |
| Abstentions                                              | Abstentions                        | Abstentions    | 20 448       | 23,88        | 18 675      | 21,81       |  |
| Votants                                                  | Votants                            | Votants        | 65 187       | 76,12        | 66 946      | 78,19       |  |
| Blancs et nuls                                           | Blancs et nuls                     | Blancs et nuls | 877          | 1,35         | 1 102       | 1,65        |  |
| Exprimés                                                 | Exprimés                           | Exprimés       | 64 310       | 98,65        | 65 844      | 98,35       |  |
| Source : Data.gouv.fr et Sud-Ouest du 16 juin 1981, p. 7 |                                    |                |              |              |             |             |  |

#### Troisième circonscription (Saint-Sever)
|                                                          | Henri Emmanuelli sortant réélu | PS             | 25 492 | 52,97  |  |  |  |
|                                                          | Jean-Marie Commenay            | UDF (CDS)      | 17 504 | 36,37  |  |  |  |
|                                                          | André Curculosse               | PCF            | 4 714  | 9,79   |  |  |  |
|                                                          | Guy Lafon                      | LO             | 417    | 0,87   |  |  |  |
|                                                          |                                |                |        |        |  |  |  |
| Inscrits                                                 | Inscrits                       | Inscrits       | 61 512 | 100,00 |  |  |  |
| Abstentions                                              | Abstentions                    | Abstentions    | 12 728 | 20,69  |  |  |  |
| Votants                                                  | Votants                        | Votants        | 48 784 | 79,31  |  |  |  |
| Blancs et nuls                                           | Blancs et nuls                 | Blancs et nuls | 657    | 1,35   |  |  |  |
| Exprimés                                                 | Exprimés                       | Exprimés       | 48 127 | 98,65  |  |  |  |
| Source : Data.gouv.fr et Sud-Ouest du 16 juin 1981, p. 7 |                                |                |        |        |  |  |  |